# Peziza depressa

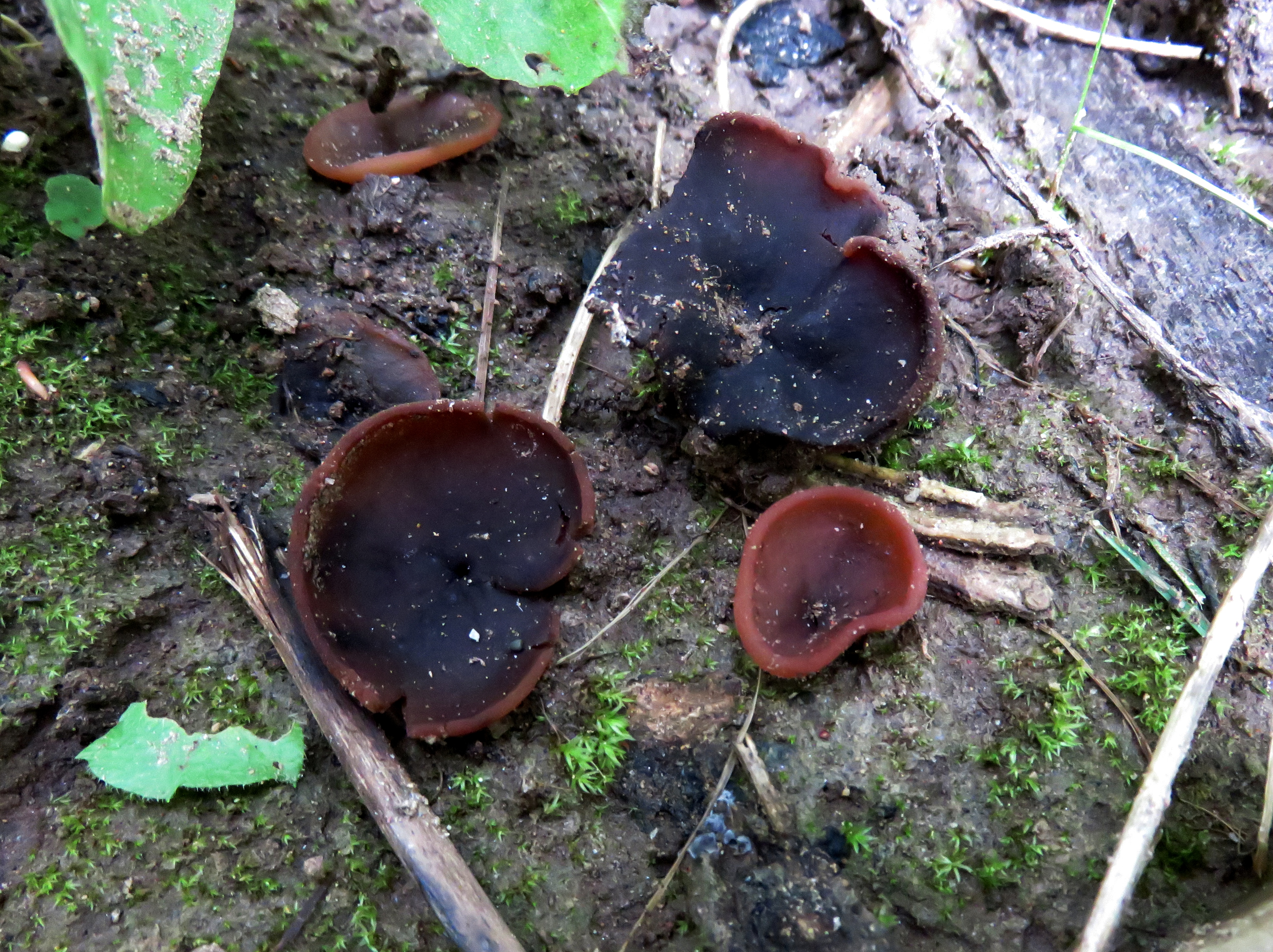

Peziza depressa Pers. – gatunek grzybów z rodziny kustrzebkowatych (Pezizaceae).

## Systematyka i nazewnictwo
Pozycja w klasyfikacji według Index Fungorum: Peziza, Pezizaceae, Pezizales, Pezizomycetidae, Pezizomycetes, Pezizomycotina, Ascomycota, Fungi.
Po raz pierwszy opisał go w 1796 r. Christiaan Hendrik Persoon. Ma 7 synonimów. Niektóre z nich:
- Aleuria applanata (Hedw.) Gillet 1879
- Galactinia depressa (Pers.) Boud. 1907[2].

## Morfologia
Owocnik
Typu apotecjum bez trzonu, nieregularnie miseczkowaty, często bocznie spłaszczony, zwykle o średnicy 20–50 mm. Powierzchnia wewnętrzna (hymenialna) żółtawo-ochrowa z subtelnymi, oliwkowymi odcieniami. Zewnętrzna, niepłodna powierzchnia początkowo z jasnoróżowym odcieniem, później czerwonobrązowa, na koniec ciemnobrązowa. Odcienie kolorów najbardziej widoczne są na brzeżnych częściach owocnika, w miejscu przejścia zewnętrznej powierzchni na wewnętrzną. W kierunku podstawy odcienie są jaśniejsze, u młodych okazów prawie wodniste, białawe. Miąższ u młodych okazów kruchy, białożółty, później jasnobrązowy, na starość ciemniejszy, nie nasiąkający wodą, bez wyraźnego zapachu i smaku.
Cechy mikroskopowe
Zarodniki szeroko owalne, 18–20 × 9–10 µm, z wieloma małymi kropelkami tłuszczu, wyraźnie brodawkowate, w odczynniku Melzera nieamyloidalne, Worki 300–350 × 16–17 µm, z cylindrycznym amyloidalnym ujściem. Parafizy cylindryczne, na końcach lekko szypułkowe.
Gatunki podobne
Najbardziej podobne są: Paragalactinia michelii i Peziza phlebospora, jednakże jest wiele innych podobnych gatunków kustrzebek i rozróżnienie ich tylko na podstawie cech makroskopowych jest niemożliwe. Konieczne są badania mikroskopowe.

## Zasięg występowania i siedlisko
Występuje w Ameryce Północnej i Europie. M.A. Chmiel w 2006 r. przytoczyła 3 stanowiska w Polsce, w późniejszych latach podano następne. Aktualne stanowiska podaje także internetowy atlas grzybów. Znajduje się w nim na liście gatunków zagrożonych i wartych objęcia ochroną.
Saprotrof naziemny. Pojawia się głównie w miesiącach wiosennych i letnich w miejscach wilgotnych, zwłaszcza wśród mchów. Sporadycznie spotykany także na starych, porośniętych już roślinnością wypaleniskach.

## Znaczenie
Zwykle grzyby workowe o miseczkowatych owocnikach uważa się za grzyby niejadalne. Najprawdopodobniej w stanie surowym lub niedostatecznie ugotowanym jest lekko trującym, mogącym powodować dolegliwości ze strony układu pokarmowego.